# Sint-Gertrudiskerk (Maarheeze)
De Sint-Gertrudiskerk is de parochiekerk van Maarheeze, gelegen aan Kerkstraat 22.
De voorganger van deze kerk was een laatgotisch gebouw van omstreeks 1450 met een latere toren uit 1772 naar een ontwerp van Hendrik Verhees, opgericht van gemeentewege. Deze kerk werd echter gesloopt in 1911 nadat er op een naastgelegen terrein een nieuwe kerk was gebouwd. Dit kerkgebouw in neoromaanse stijl werd ontworpen door Lambert de Vries. Als inspiratiebron diende een door Caspar Franssen ontworpen kerk te Einighausen. Het is een driebeukige bakstenen kruiskerk. De voorgevel wordt geflankeerd door twee vrijwel identieke torens, gekenmerkt door topgevels. Ook tussen de twee torens bevindt zich een topgevel.

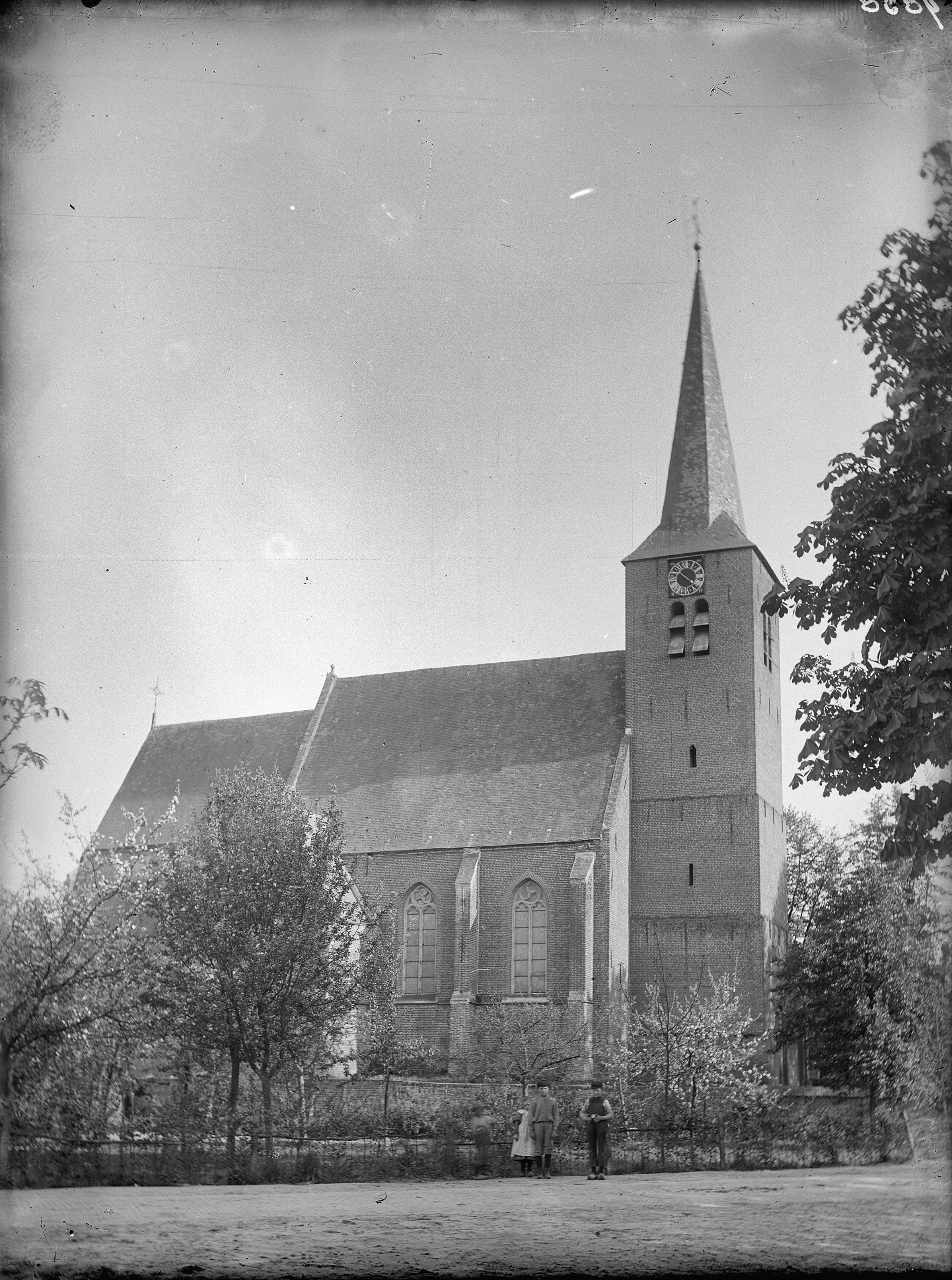
Oude Sint-Gertrudiskerk